# Raphael Pacher

Raphael Pacher um 1905

Raphael Pacher (* 21. Juli 1857 in Iserthal [tschechisch Řeky, heute Stadtteil von Semily/Böhmen]; † 23. März 1936 in Wien) war deutschnationaler Politiker in Böhmen und Österreich. Er gehörte von 1899 bis 1913 dem Böhmischen Landtag und von 1901 bis 1918 dem Abgeordnetenhaus des österreichischen Reichsrates an. Beim Zerfall Österreich-Ungarns wurde er zum Landeshauptmann der Provinz Deutschböhmen gewählt, war vom 21. Oktober 1918 an Mitglied der Provisorischen Nationalversammlung für Deutschösterreich und wurde in der am 30. Oktober 1918 berufenen Staatsregierung Renner I als  Staatssekretär für Unterricht praktisch der erste Bildungs- und Unterrichtsminister der Republik Österreich.

## Leben

### Herkunft und Studium

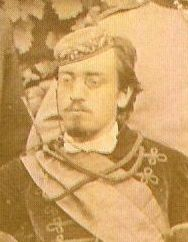
Raphael Pacher in Couleur seiner Studentenverbindung 1878

Raphael Pacher wuchs als Sohn eines Eisenbahnbeamten und Kreishauptmanns von Saaz auf. Er besuchte nach der Volksschule das deutsche Gymnasium auf der Prager Kleinseite, wo er Mitglied der pennalen Burschenschaft Quercus wurde. Sein Studium der Germanistik und Geschichte absolvierte er von 1876 bis 1881 an der Karl-Ferdinands-Universität in Prag. Dort gründete er 1876 mit Schulfreunden (u. a. mit Ludwig Außerwinkler) die akademisch-technische Burschenschaft Teutonia, der er bis zu seinem Tod verbunden blieb.

### Berufliche Tätigkeit
Ab 1880 arbeitete Pacher als Journalist und war als Redakteur und Schriftsteller verschiedener deutschnationaler Zeitungen in Rumburg, Warnsdorf, Brünn und Wien tätig. Ab 1895 war er Redakteur der „Deutschen Zeitung“ und dann der „Ostdeutschen Rundschau“ in Wien.

### Politische Tätigkeit
Pacher gründete den „Deutschen Klub“ in Prag und 1890 den „Deutschnationalen Verein“ in Brünn, dessen Obmann er bis 1894 war. Als Anhänger Georg von Schönerers Alldeutscher Vereinigung wurde er 1899 in den Böhmischen Landtag gewählt, dem er bis 1913 angehörte. Bei der noch nach Kurienwahlrecht durchgeführten Reichsratswahl 1901 gewann er das Abgeordnetenmandat des Wahlbezirks Böhmen Städte 11 (Karlsbad, Joachimsthal, Kaaden, Komotau, Pressnitz, Weipert). Pacher war großdeutsch eingestellt und verstand sich stets als „deutscher Irredentist“. Wegen parteiinterner Konflikte (insbesondere über die Los-von-Rom-Bewegung) trennten sich Pacher, Karl Hermann Wolf, Josef Herold und Anton Schalk 1902 von der Schönerer-Gruppe und gründeten im Jahr darauf die Freialldeutsche Vereinigung (eigentlich Freie Vereinigung der alldeutschen Abgeordneten), der sich bis 1905 die meisten Abgeordneten der Schönerer-Gruppe anschlossen. Aus ihr ging 1907 die Deutschradikale Partei hervor. 
Nach der Reichsratswahlordnung von 1907 wurde Pacher im Wahlbezirk Böhmen 86 (Komotau-Oberdorf–Preßnitz-Weipert–Sebastiansberg) wiedergewählt, den er auch nach der Wahl 1911 bis zur Auflösung der Habsburgermonarchie 1918 als Abgeordneter im Reichsrat vertrat. Von 1908 bis 1918 war Pacher Obmann des „Bundes der Deutschen in Böhmen“, eines wirtschaftlichen Schutzvereins, und wurde Vorstandsmitglied des „Deutschnationalen Vereins“ für Österreich. 

Die von Deutschösterreich beanspruchte Provinz Deutschböhmen (violett)

Als sich 1918 abzeichnete, dass der Erste Weltkrieg für Österreich-Ungarn nicht siegreich ausgehen würde, verstärkten die auf Eigenständigkeit ihrer Nationalitäten zielenden Politiker Altösterreichs ihre großteils bereits 1917 im Reichsrat verkündeten Bestrebungen. Die k.k. Regierung in Wien büßte ihre restliche Autorität ein, als es ihr, vor allem wegen des Interessengegensatzes zwischen Slawen und Deutschen, nicht gelang, ein faires Modell für die moderne Gliederung der im Reichsrat vertretenen Königreiche und Länder vorzuschlagen. K.k. Ministerpräsident Max Hussarek von Heinlein scheiterte am 26. September 1918 mit seinem Angebot, den Tschechen weitgehende Autonomie einzuräumen, da der tschechische Nationalrat in Paris die Loslösung der böhmischen Länder von Österreich vorbereitet und mit den Kriegsgegnern Österreichs abgestimmt hatte.
Als die tschechischen Vorbereitungen zur Gründung eines eigenen Staates konkretere Formen annahmen, gelang es Pacher gemeinsam mit dem Sozialdemokraten Josef Seliger – woran Josef Titta zuvor mit dem Deutschen Volksrat für Böhmen gescheitert war –, die Landtagsabgeordneten aller deutschen Parteien in Böhmen am 14. Oktober 1918 zu einer Koalition zu vereinen. Diese Koalition beschloss am 23. Oktober einen zwölfgliedrigen Ausschuss zur Vorbereitung der Konstituierung der Provinz Deutschböhmen einzusetzen. Pacher war gemeinsam mit Seliger und Rudolf Lodgman von Auen richtungsweisendes Mitglied des Ausschusses. Die Ereignisse beschleunigten sich, als am 28. Oktober 1918 die Tschechoslowakische Republik ausgerufen wurde und damit zu rechnen war, dass die neue Prager Regierung auch auf die deutschbesiedelten Randgebiete mit 3,2 Millionen Deutschen Anspruch erheben würde.
Die Koalition vom 14. Oktober proklamierte deshalb auf Grundlage der Ausführungen des zwölfgliedrigen Ausschusses am 29. Oktober 1918 die Republik Deutschböhmen mit Sitz in Reichenberg. Raphael Pacher wurde zum ersten Landeshauptmann ernannt. Man plante, Deutschböhmen an Deutschösterreich anzuschließen, dessen Reichsratsabgeordnete sich am 22. Oktober 1918 als Provisorische Nationalversammlung konstituiert und am 30. Oktober 1918 die Staatsregierung Renner I mit dem Sozialdemokraten Karl Renner aus Südmähren an der Spitze als erste Regierung des neuen Staates bestellt hatten. Pacher war Mitglied dieser Nationalversammlung und der von ihr eingesetzten Regierung.
In Deutschböhmen stand Pacher vor der Aufgabe, die Vereidigung der Beamten auf den neuen Staat zu übernehmen, neue Ämter zu schaffen, die infolge des Ersten Weltkrieges katastrophale Versorgungslage der Bevölkerung zu klären und die Kriegsheimkehrer zu integrieren. Außerdem sollten deutsche Truppen ausgehoben werden, da mit dem Einmarsch der tschechoslowakischen Armee nach Deutschböhmen zu rechnen war; dieser erfolgte am 13. November.
Als Pacher am 30. Oktober 1918 sein Amt als Staatssekretär für Unterricht in Wien antrat, übergab er am 5. November 1918 das Amt des Landeshauptmanns von Deutschböhmen an den 20 Jahre jüngeren, parteilosen Rudolf Lodgman von Auen. Das Staatskonzept Deutschösterreichs (mit einem Bundesland Deutschböhmen) erwies sich aber bald als unrealistisch, da die von den Kriegssiegern unterstützte Tschechoslowakei keinen Anlass sah, einer Teilung der historischen Länder der Böhmischen Krone zuzustimmen. Die für 16. Februar 1919 angesetzte Wahl der Konstituierenden Nationalversammlung konnte daher in den deutschen Gebieten Böhmens, Mährens und Österreichisch-Schlesiens nicht abgehalten werden. Als dieses Parlament in Wien zum ersten Mal zusammentrat, kam es deshalb am gleichen Tag zur Demonstration der Sudetendeutschen am 4. März 1919, die von den Kriegssiegern nicht weiter beachtet wurde. 
Die Nationalversammlung in Wien wählte am 15. März 1919 die Staatsregierung Renner II, eine rot-schwarze Koalitionsregierung, der Pacher nicht mehr angehörte. Pacher behielt seinen Wohnsitz in Wien bei und unterstützte die deutschböhmischen Gebiete in führender Position im Wiener „Hilfsverein für Deutschböhmen und das Sudetenland“. Er wurde auch Präsident des staatseigenen österreichischen Schulbücherverlages.
Raphael Pacher starb 1936 und wurde auf dem Wiener Zentralfriedhof in einem Ehrengrab beigesetzt.
Neben Georg von Schönerer, Karl Hermann Wolf, Otto Steinwender und Arthur Stölzl wurde Pacher zu den führenden Köpfen der deutschnationalen Bewegung in Österreich gezählt.

## Ehrungen
- Die Städte Komotau und Dlaschkowitz verliehen ihm die Ehrenbürgerwürde.
- Bei den Studentenverbindungen Wiener akademische Burschenschaft Albia und Grazer akademische Burschenschaft Arminia wurde er 1926 und 1928 als Ehrenbursch Mitglied.

## Publikationen
- Deutschböhmen, wie es gesetzlich bereits besteht, Reichswahlordnung und Kreiseinteilung. 1918.